# Dixie
Dixie (znane również jako Dixieland lub Dixie’s Land) – potoczne określenie południowo-wschodniej części Stanów Zjednoczonych.
Do Dixie zalicza się obecnie następujące stany: Alabama, Arkansas, Delaware, Floryda, Georgia, Karolina Południowa, Karolina Północna, Kentucky, Luizjana, Maryland, Missisipi, Oklahoma, Teksas, Tennessee, Wirginia i Wirginia Zachodnia, a także Dystrykt Kolumbii.

## Pochodzenie słowa

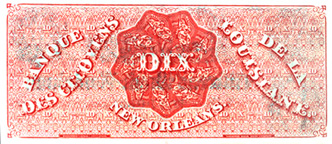
Banknot dziesięciodolarowy z Banque des citoyens de la Louisiane, 1860

Pochodzenie nazwy Dixie jako synonimu Południa USA nie jest pewne. Źródłosłów wyjaśnia się najczęściej jedną z trzech teorii:
1. Określenie Dixie odnosiło się do banknotów dziesięciodolarowych emitowanych przez banki w Luizjanie. Banknoty te miały na rewersie napis Dix, oznaczający po francusku „dziesięć”. Anglojęzyczni mieszkańcy Południa nazywali te banknoty „Dixie”. Z czasem znaczenie słowa rozszerzyło się na określenie rejonów w okolicach Nowego Orleanu i francuskojęzycznych mieszkańców Luizjany. Później zaczęto w ten sposób nazywać także inne południowe stany.
2. Słowo wzięło się od nazwiska Pana Dixy (Mr. Dixy), właściciela niewolników z Manhattanu (gdzie niewolnictwo było dozwolone do 1827 roku). Pan Dixy był znany z tego, że bardzo dobrze traktował niewolników i Dixy’s Land (Ziemia Dixiego) stała się synonimem krainy wiecznej szczęśliwości.
3. Nazwa Dixie pochodzi od nazwiska Jeremiasza Dixona, który wraz z Charlesem Masonem, w latach 1763–1767, ustalił linię równoleżnikową (36'30), zwaną linią Masona-Dixona. Linia ta, wyznacza granicę między stanem Maryland i Pensylwanią, a także umowną granicę między Południem a Północą Stanów Zjednoczonych. Na północ od Linii Masona-Dixona znajdowały się stany „wolne”, w których niewolnictwo zniesiono wcześniej, natomiast na południe od tej granicy – stany niewolnicze. Podział ten był szczególnie istotny w czasach wojny secesyjnej.

## Dixiew kulturze
Dixie, jako nazwa odróżniającej się historycznie i kulturowo części Stanów Zjednoczonych, często pojawia się w wytworach kultury popularnej i biznesie. Wiele przedsiębiorstw działających na południu Stanów Zjednoczonych włącza słowo Dixie w nazwę. Jednym z najbardziej znanych przykładów jest nazwa supermarketów „Winn-Dixie”. W 1976 roku przeprowadzono badania liczby firm posiadających w nazwie słowo Dixi w porównaniu do liczby przedsiębiorstw mających w nazwie przymiotnik „amerykański” (ang. American). Wykazały one, że w stanach, które w czasie wojny secesyjnej zaliczały się do Południa, było o 6% więcej firm mających w nazwie Dixie niż American. Wyjątkiem okazał się Teksas, gdzie liczba firm z Dixie i American w nazwie była porównywalna.
Dixie pojawia się również w muzyce. Popularna amerykańska piosenka z XIX wieku – „Dixie” (znana też pod tytułem „I wish I was in Dixie”) – stała się swoistym hymnem Konfederacji w czasach wojny secesyjnej.

Rebel Flag – tradycyjny symbol „Południa”, popularne współcześnie błędne wyobrażenie „flagi konfederacji”

Wątek Dixie pojawia się w wielu utworach muzyki rozrywkowej, jest poruszony między innymi w piosence An American Trilogy wykonywanej na żywo przez Elvisa Presleya na jego koncertach w latach 1972–1974.
Słowem Dixie określa również zespoły białych muzyków grających jazz w tradycyjnym stylu nowoorleańskim.